# Jémima Catrayé
Jémima Catrayé, née Dètondji Jémima Catrayé le 21 octobre 1967 à Parakou au Bénin, est une journaliste, réalisatrice et féministe béninoise. Ancienne directrice de la chaîne publique ORTB Télévision nationale et ancienne animatrice de l'émission dominicale dénommée Dimanche dimanche.

## Biographie

### Études et formations
Jémima Catrayé est née le 21 octobre 1967 à Parakou. Après son baccalauréat littéraire, elle étudie le journalisme au centre d'études des sciences et techniques de l'information de Dakar. Avant cela, elle fait des études de droit à l'université nationale du Bénin actuelle université d'Abomey-Calavi où elle obtient une maîtrise. Elle est également titulaire d’un master en réalisation d’œuvres audiovisuelles de l’institut supérieur des métiers de l’audiovisuel du Bénin.

### Carrière
En 2014, elle enseigne à l'école nationale des sciences et techniques de l’information et de la communication et à l'école supérieure d'administration et d'économie. Elle y enseigne l’écriture audiovisuelle, le reportage, l’enquête journalistique, le documentaire, le magazine télévisé, la conception et la gestion des programmes à la télévision, la diction, la présentation de magazine et du journal. Elle occupe le poste de cheffe division documentaires et fictions au service de la production en 2015, à l'ORTB puis est nommée directrice de l'ORTB Télévision nationale du Bénin à la suite du conseil des ministres du mercredi 20 juillet 2016.

## Actions à l'endroit des femmes
Durant ses années passées au poste de directrice de l'ORTB Télévision nationale  du Bénin, plusieurs émissions sont réalisées pour donner la parole aux femmes pour leur permettre de s'affirmer tout comme les hommes en s’exprimant sur divers sujets. Le but est aussi de permettre aux femmes, surtout aux jeunes filles de prendre exemples sur les femmes mises en avant par les médias. Jémima Catrayé est également membre du réseau des femmes journalistes d’Afrique « les Panafricaines », fondé en 2017 au Maroc, qui milite pour le droit des femmes dans les médias,,.

## Distinctions
Lors de la cérémonie d'ouverture de la 2e édition du Festival international des films de femmes de Cotonou, tenue en février 2022, elle est récompensée aux côtés de 04 autres femmes Tella Kpomahou, Laure Agbo, Carole Lokossou et Christiane Chabi-Kao, pionnières comme elle du cinéma féminin béninois,. En 2000, elle reçoit le prix spécial du jury au festival Lagunimages à Cotonou et le meilleur prix acteur festival des clubs UNESCO, universitaire de l’Afrique de l’ouest à Ouagadougou au Burkina Faso en 1990.